# Giottino
Giottino, Tommaso vagy Maso di Stefano művészneve (Firenze, 1324 k. – Firenze, 1372 k.) az itáliai trecento festője.

## Élete és munkássága
A kevés információ, amivel rendelkezünk róla Giorgio Vasari Életrajzainak köszönhető, amelybe azonban számos hiba csúszott.
A festészet alapelveit már kiskorában megtanulta apjának, a titokzatos Stefano Fiorentinónak köszönhetően, aki maga is híres festő volt.
Egyike volt Giotto sok követőjének (protogiotteschi), képességei miatt a Giottino becenevet kapta, és az volt a közvélekedés, hogy Giotto fia.
Vasari és Ghiberti tévesen Giottinónak tulajdonította a firenzei Santa Croce-bazilikában található San Silvestro-kápolna vagy Bardi di Vernio kápolna freskóit, amelyeket valójában Maso di Banco festett.
Ezenkívül a kortárs művészetkutatók ugyanannak a művésznek tulajdonítják a Strozzi család temetkezési kápolnájának falfestményeit a Santa Maria Novella-bazilikában a Cappellone degli Spagnoli alatt.
Egy bizonyos alkotás az Uffiziben őrzött 1350 körüli Pietà (195x134 cm). Ebben a művében a Scrovegni-kápolnában a Halott Krisztus siratásának immár ötven éves sémáját vette át, megható fiziognómiai hűséggel ábrázolja a figurákat: Bűnbánó Magdolna kifejező sírását, János apostol összekulcsolt kezével kifejezett megdöbbenését, a jobb oldalon álló szent gyászát.
Vasari Giottinónak tulajdonítja Assisi alsó-bazilikájában, pontosan a Sant'Antonio-kápolnában (más néven del Sacramento) található Szent Miklós élete című freskóit is.
Számos alkotást tulajdonítottak a művésznek, mint például a Szűzanya megjelenése Szent Bernátnak, vagy a firenzei Piazza Tassón álló Fenség tabernákulumát; néhány rajza, amely az athéni herceg 1343-as kiűzését ábrázolja Firenzéből, valamint egy márványszobrot Giotto firenzei harangtornyán. Ezenkívül a San Pancrazio-templom két freskójának töredékét szentek fejével tulajdonították neki, amelyeket jelenleg a Museo degli Innocentiben őriznek.
Vasari különösen dicséri Giottinót a chiaroscuro „nagyon édes és nagyon egységes modorú” használatáért.

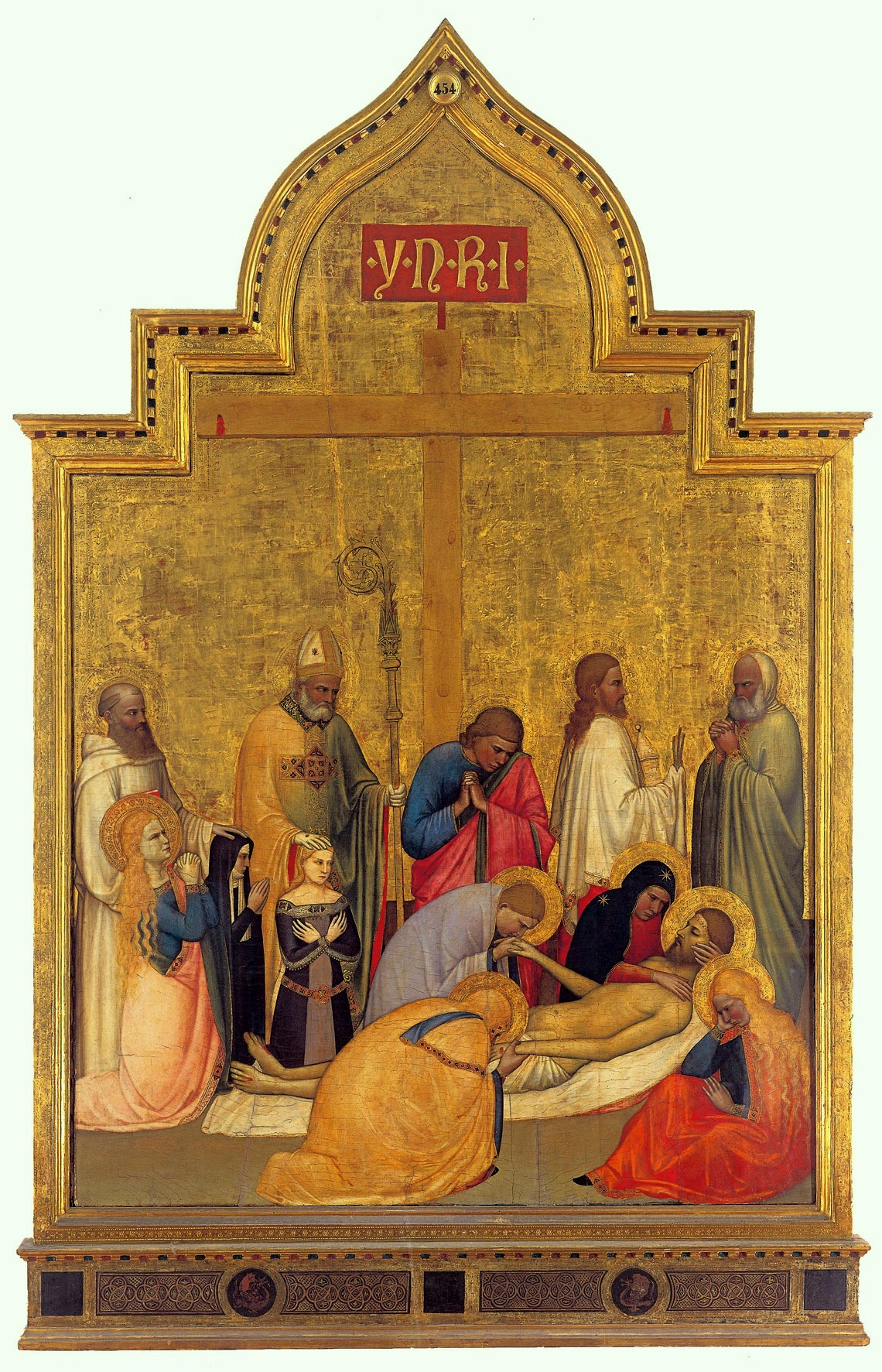
Pietà di San Remigio (1365 körül), Tempera fán, 195 × 134 cm, Uffizi Képtár, Firenze

## Fordítás
- Ez a szócikk részben vagy egészben  a   Giottino című olasz Wikipédia-szócikk ezen változatának fordításán alapul.  Az eredeti cikk szerkesztőit annak laptörténete sorolja fel. Ez a jelzés csupán a megfogalmazás eredetét és a szerzői jogokat jelzi, nem szolgál a cikkben szereplő információk forrásmegjelöléseként.